# Ponte basculante

Uma animação contendo um exemplo de uma Ponte Basculante

Uma ponte basculante é uma ponte em que o tabuleiro é móvel, geralmente, para permitir a passagem de embarcações.

## Portugal
Em Portugal existe a Ponte móvel de Leça, que é a quarta maior ponte basculante do mundo.